# ビバモール加須
ビバモール加須（ビバモールかぞ）は、埼玉県加須市下高柳に所在するネイバーフッド型ショッピングセンターである。ホームセンター・スーパービバホームを核店舗として4棟の建物に分かれ、50の店舗が出店している。2006年（平成18年）10月4日開業。

## 概要

### 施設概要
- 以下の4棟に分かれている。
  - スーパービバホーム棟：ホームセンターとフードコート。
  - カワチ棟：カワチ薬品のみ。
  - ビバモール一番街：食料品、衣料品、フードコートなどの専門店が出店。ビバモールの中心。
  - ビバモール二番街：スポーツ、衣料品などの専門店が出店。

## 主なテナント
※すべての店舗の一覧・営業時間は公式サイト「ビバモールのご案内」を参照。

### スーパービバホーム棟
- スーパービバホーム
- ドトールコーヒー
- フードコート - モスバーガーファクトリー（ハンバーガー）、うまげな（讃岐うどん）、ロイヤルカリー（インド料理）など。

### カワチ棟

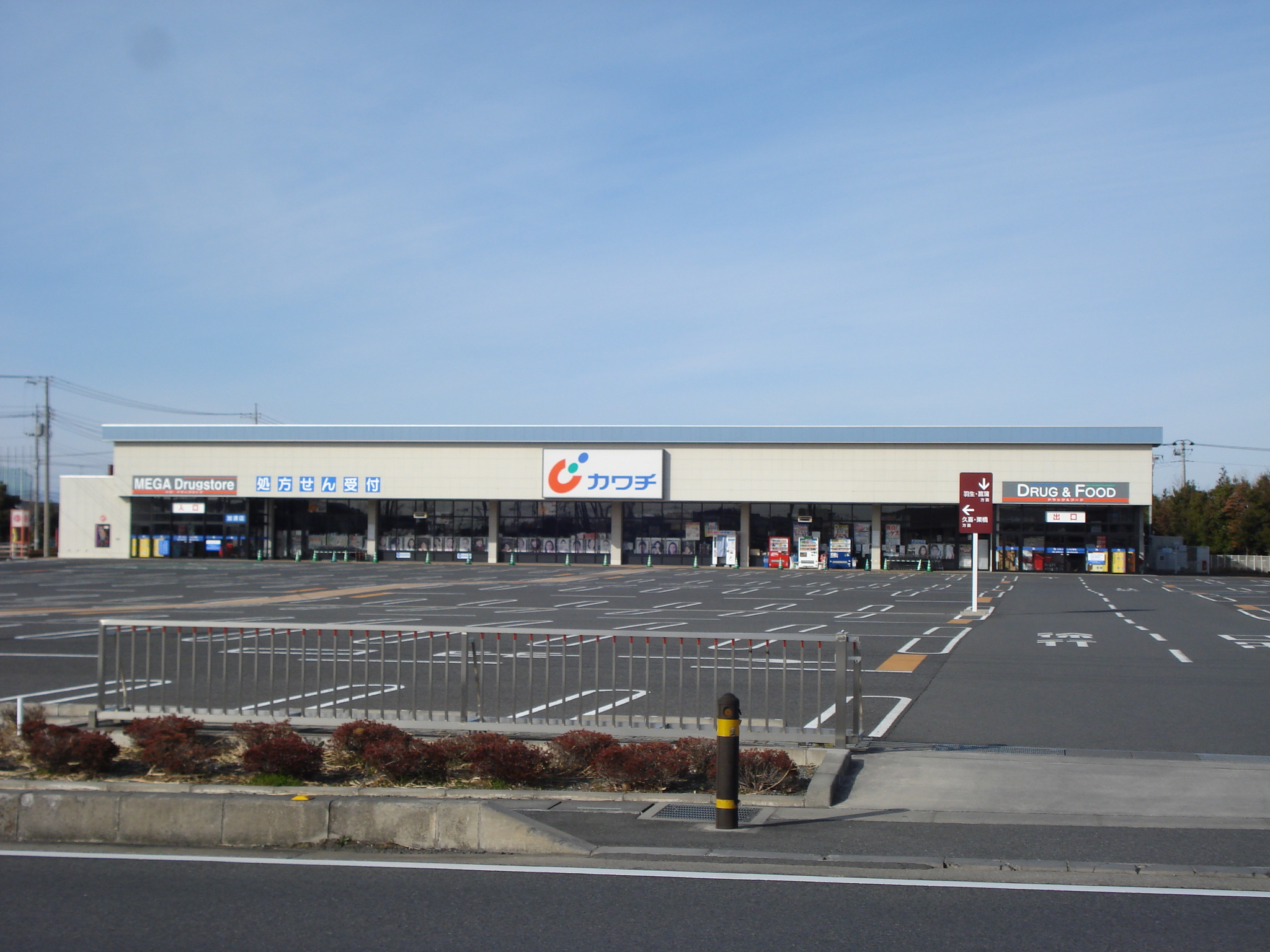
カワチ薬品 加須店

- カワチ薬品

### ビバモール一番街
- カスミ

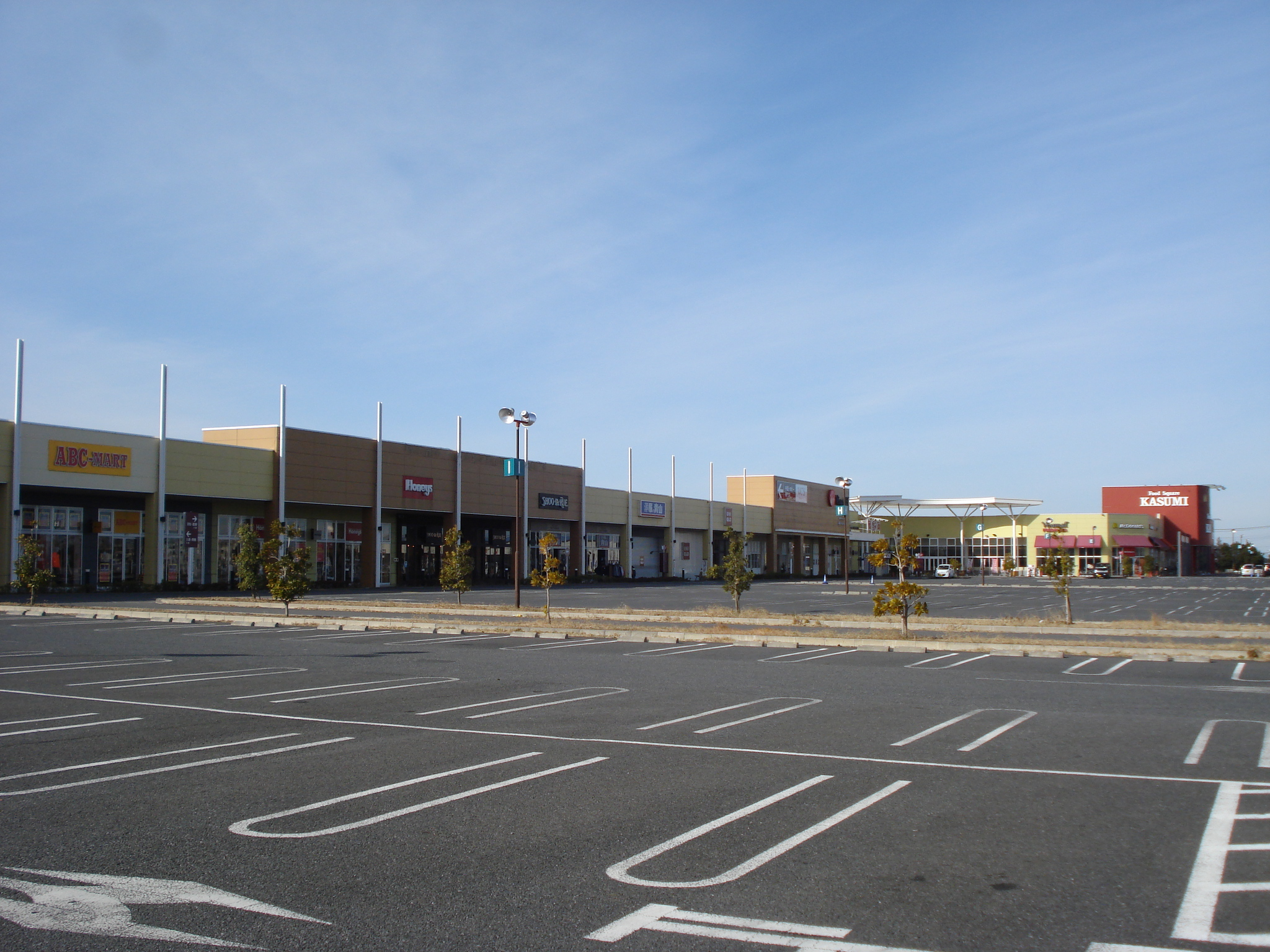
一番街西側

- TSUTAYA(書籍・文具販売/レンタル)
- BOOKOFF PLUS（リサイクルショップ）
- 洋服の青山
- ABC-MART
- マックハウス
- 100円ショップ「meets.」
- 西松屋（乳幼児用品）

- 一番街レストラン街 - タイヤ市場

- 一番街フードプラザ - 幸楽苑、マクドナルド、ロイヤルキッチンなど

### ビバモール二番街

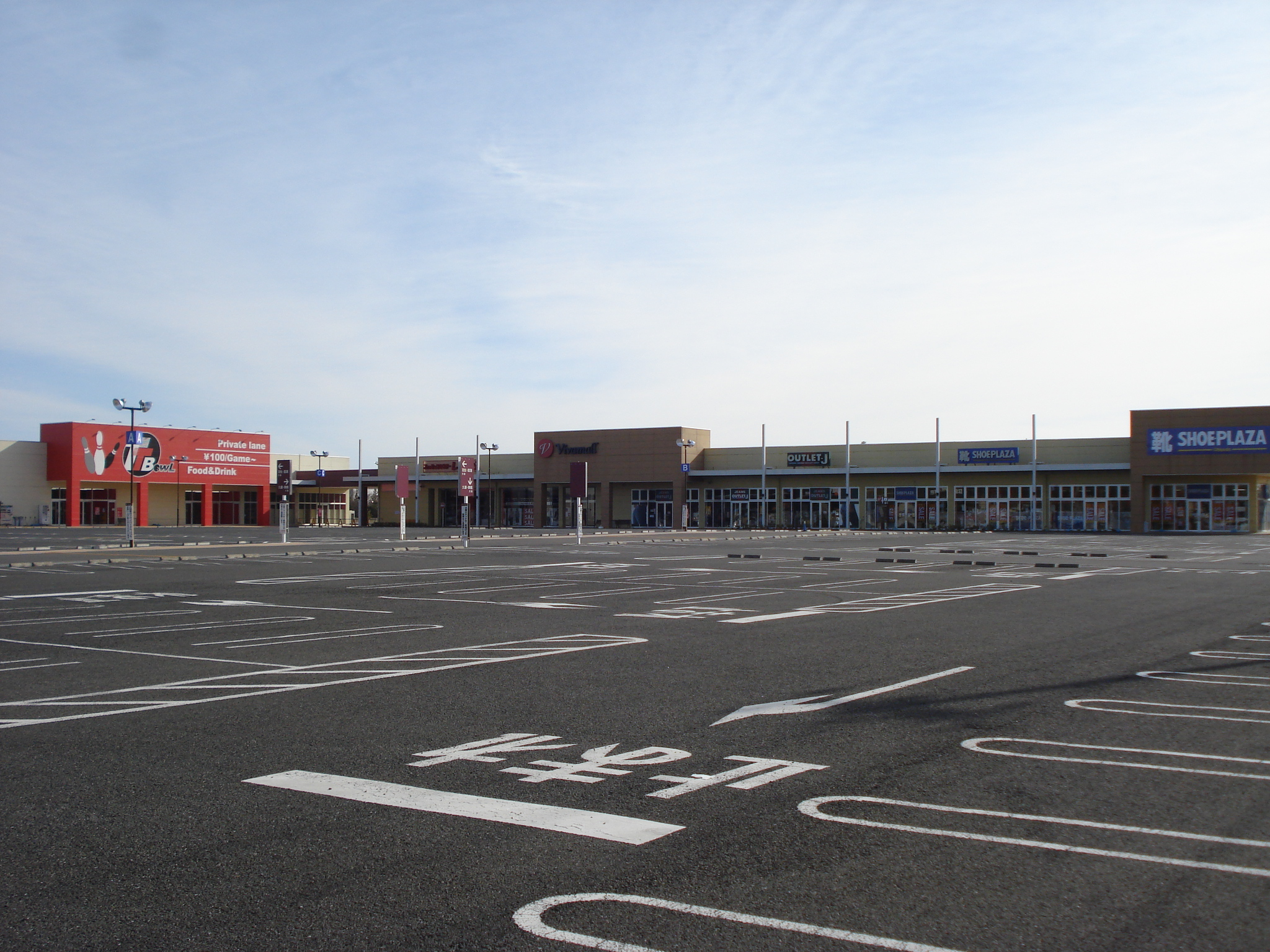
二番街

- ベガ（ボーリング＆プロショップ）VEGA-RCサーキット（1/10RCドリフト用コース）
- ファッションセンターしまむら（一般ファッション）
- シュープラザ（靴）
- syukuR（シュクール）（家具・インテリア）

## その他
ビバモール加須の敷地は元々、『下高柳工業団地』として造成されていたが、企業が集まらなかったため、工業団地の一部を商業地として転用し、トステム（現・LIXIL）が入札した。2000年代後半以降にイオンモール羽生やモラージュ菖蒲などの大型ショッピングモールが開業したものの、建設当時はビバモール加須が周辺地域初の大規模ショッピングセンターだったので、「埼玉県北部最大のショッピングセンター」、「関東平野のど真ん中にでっかくオープン!」などのキャッチフレーズが用いられた。